# Besleria racemosa
Besleria racemosa är en tvåhjärtbladig växtart som beskrevs av Conrad Vernon Morton. Besleria racemosa ingår i släktet Besleria och familjen Gesneriaceae. Inga underarter finns listade i Catalogue of Life.